# غيتار هيرو
غيتار هيرو هي عبارة عن سلسلة من ألعاب فيديو إيقاعية موسيقية صدرت لأول مرة في عام 2005، حيث يستخدم اللاعبين الغيتار على شكل يد تحكم لمحاكاة اللعب، يطابق اللاعبون الملاحظات التي يتم تمريرها على الشاشة لأزرار فريت ملونة على وحدة التحكم، ويعزفون وحدة التحكم في الوقت المناسب مع الموسيقى من أجل تسجيل النقاط، وإبقاء الجمهور الافتراضي متحمسًا. وتحاول الألعاب محاكاة العديد من ميزات العزف على جيتار حقيقي بما في ذلك استخدام مطرقة سريعة الإصبع وعمليات السحب واستخدام شريط الضرب لتغيير درجة النغمات.
تدعم معظم الألعاب أوضاع اللاعب الفردي وعادةً ما يكون الوضع الوظيفي للعب من خلال جميع الأغاني في اللعبة وكل من الوضعين التنافسي والتعاوني المتعدد اللاعبين، ومع تقديم غيتار هيرو World Tour في عام 2008، تتضمن اللعبة دعمًا لفرقة مكونة من أربعة لاعبين بما في ذلك الغناء والطبول. وقد استخدمت السلسلة في البداية نسخًا مُغلفة من الأغاني التي أنشأتها WaveGroup Sound، لكن أحدث العناوين تتميز بمقاطع صوتية هي تسجيلات رئيسية بالكامل وفي بعض الحالات إعادة تسجيلات خاصة للأغاني. تتميز العناوين اللاحقة في السلسلة بدعم المحتوى القابل للتنزيل في شكل أغانٍ جديدة.
في عام 2005 استلهمت شركة ريدأوكتين وهي شركة متخصصة في تصنيع وحدات تحكم الألعاب الفريدة فكرة إنشاء غيتار هيرو استنادًا إلى تجربة ريدأوكتين في إنشاء أجهزة للعبة Guitar Freaks من كونامي .
وقاموا بتجنيد هارمونيكس الذي طور سابقًا العديد من ألعاب الفيديو الموسيقية للمساعدة في التطوير، وتم صنع اللعبة الأولى في السلسلة بميزانية قدرها مليون دولار. وأصبحت السلسلة ناجحة للغاية مما أدى إلى استحواذ أكتيفجن على ريدأوكتين في عام 2007. واستحوذت ألعاب إم تي في على هارمونيكس واستمرت في إنشاء سلسلة Rock Band للألعاب الموسيقية على غرار غيتار هيرو. وجلبت أكتيفجن شركة نيفرسوفت (المعروفة في المقام الأول بسلسلة ألعاب التزلج Tony Hawk) لواجبات التطوير المستقبلية. وساعدت شركات إضافية مثل بودكات كريشنز وفكيريوس فيجينز، في تكييف الألعاب لأنظمة أخرى.
تحتوي السلسلة على خمسة وعشرين إصدارًا بما في ذلك الإصداران العرضيان سلسلة دي جي هيرو (بالإنجليزية: DJ Hero)‏ وباند هيرو (بالإنجليزية: Band Hero)‏. وكان امتياز غيتار هيرو علامة تجارية أساسية خلال ظهور شعبية ألعاب الإيقاع كظاهرة ثقافية في أمريكا الشمالية. وتم استخدام هذه الألعاب كأداة للتعلم والتطوير للأغراض الطبية. واعتبر العديد من الصحفيين اللعبة الأولى في السلسلة واحدة من أكثر ألعاب الفيديو تأثيرًا في العقد الأول من القرن الحادي والعشرين. باعت السلسلة أكثر من 25 مليون وحدة في جميع أنحاء العالم، وكسبت 2 بليون دولار أمريكي في تجارة التجزئة.
على الرغم من النجاح المبكر عانت السلسلة من ضعف المبيعات ابتداءً من عام 2009. على الرغم من تأكيد أبحاث المستهلك التي أشارت إلى استمرار الطلب القوي على السلسلة،  وذكرت أكتيفيجن لاحقًا أن السلسلة كانت في فترة توقف لعام 2011، بينما كان العنوان الرئيسي السابع في السلسلة قيد التطوير؛ ولكن تم إلغاء هذا العنوان لاحقًا بسبب رداءة جودة المنتج الناشئ. أغلقت أكتيفجن لاحقًا مبيعات المحتوى القابل للتنزيل في السلسلة على الرغم من أن المستخدمين الذين اشتروا مواد منها سابقًا قد يستمرون في تشغيل ما اشتروه.
في عام 2015 أعلنت أكتيفجن عن أول عنوان جديد للسلسلة منذ 5 سنوات وهو غيتار هيرو Live الذي صدر في أكتوبر 2015. ويعتبر العنوان بمثابة إعادة تشغيل للسلسلة مع التطوير الذي تقوم به فري ستايل غيمز التي طورت ألعاب دي جي هيرو (بالإنجليزية: DJ Hero)‏ سابقًا. وبعد استقبال ومبيعات فاترة قامت أكتيفجن بتسريح العديد من مطوري اللعبة وباع الاستوديو لشركة يوبي سوفت ثم أغلقت لاحقًا خدمة بث اللعبة DLC.

## التاريخ

### الأصول والتطور في هارموني (2005-2006)

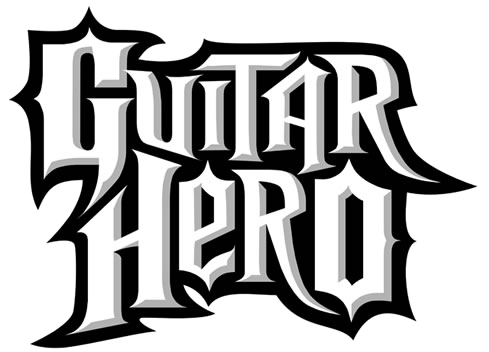
يتميز شعار غيتار هيرو الأصلي بزخارف مدببة أكثر على حروفه، مما يؤكد على أساسه في المعدن الثقيل.

يزيل الشعار الجديد الذي تم تقديمه مع غيتار هيرو 5 واستخدامه من خلال Warriors of Rock، هذه الميزات الحادة ليعكس الاختيار الأوسع للموسيقى المضمنة الآن في الألعاب.

تم إنشاء غيتار هيرو بشراكة بين ريدأوكتين ثم شركتهم الخاصة التي أنتجت وحدات تحكم ألعاب فيديو متخصصة، وبين هارمونيكس وهي شركة تطوير ألعاب فيديو موسيقية، حيث كان ريدأوكتين يسعى إلى جلب لعبة تشبه Guitar Freaks التي تحظى بشعبية كبيرة في اليابان في ذلك الوقت إلى الأسواق الغربية، وتواصل مع هارمونيكس حول مساعدتهم على تطوير لعبة موسيقية تتضمن وحدة تحكم في الغيتار. وافقت الشركتان على ذلك وذهبا لإنتاج غيتار هيرو في عام 2005. وكان العنوان ناجحًا للغاية مما أدى إلى تطوير تكملة ناجحة في عام 2006 بعنوان غيتار هيرو II .
في حين تم تصميم وحدات التحكم الأصلية لأول لعبة غيتار هيرو بواسطة ريان ليسر وروب كاي وغريغ لوبيكولو وأليكس ريغوبولوس من هارمونيكس وتم بناؤها بواسطة Honeybee Corporation of China، تم تطوير التكرارات اللاحقة ووحدات التحكم المستقبلية داخليًا في ريدأوكتين، مع التطوير بقيادة في المقام الأول من قبل جاك ماكولي.

### البيع لهارمونيكس وتطوير نيفيرسوفت (2006-2009)
شهدت كل من ريدأوكتين وهارمونيكس تغييرات في عام 2006، حيث تم شراء ريدأوكتين من قبل ريدأوكتين أكتيفجن في يونيو، وتم دفع 100 مليون دولار أمريكي للحصول على امتياز غيتار هيرو  في حين أعلن في أكتوبر أن هارمونيكس سيتم شراؤها من قبل ألعاب MTV، ونتيجة عمليتي الشراء هذه لم يعد هارمونيكس يطور ألعابًا مستقبلية في سلسلة غيتار هيرو، وسيحل محلها نيفرسوفت الشركة التابعة لأكتيفجن والمعروفة بتطوير سلسلة ألعاب توني هوك للتزلج،  وتم اختيار نيفرسوفت لقيادة سلسلة غيتار هيرو بعد أن أعترف مؤسس نيفرسوفت Joel Jewett لمؤسسي ريدأوكتين أن فريق التطوير الخاص به لمشروع Tony Hawk's Project 8 ذهب للعمل في عطلات نهاية الأسبوع فقط للعب غيتار هيرو.
يعتقد الرئيس التنفيذي لشركة أكتيفجن روبرت كوتيك أن نيفرسوفت ستساعدهم في جلب ألعاب رائعة إلى السلسلة، ولكن عند التفكير ذكر أنه لو قامت أكتيفجن باستكشاف هارمونيكس بشكل أكبر كمطور مستمر للسلسلة، فإن الأمور «ربما تكون قد سارت بشكل مختلف». بالإضافة إلى ذلك، بدأت أكتيفجن في البحث عن أسواق أخرى للعبة؛ حيث تم تطوير إصدار نينتندو دي أس من السلسلة بواسطة فكيريوس فيجينز، بينما تم إنشاء سلسلة Guitar Hero Mobile للهواتف المحمولة. وبدأت الشركة أيضًا في النظر في توسيع السلسلة إلى عناوين خاصة بالنطاق مع Guitar Hero: Aerosmith. في نوفمبر 2008 استحوذت أكتيفجن على بودكات كريشنز وهو استوديو تطوير آخر ساعد في إصدارات بلايستشن 2 من Guitar Hero III وWorld Tour معلنين أنهم سيساعدون في تطوير لعبة أخرى في سلسلةغيتار هيرو.
في عام 2007 أصدرت هارمونيكس وMTV Games عنوانًا موسيقيًا جديدًا من خلال الناشر المنافس إلكترونيك آرتس والذي يُطلق عليه اسم Rock Band. وتم توسيعها بناءً على طريقة اللعب التي اشتهرت بها سلسلة غيتار هيرو من خلال إضافة أدوات الطبل والميكروفون، مما يسمح للاعبين بمحاكاة الأغاني التي يتم تشغيلها على شكل فرق. وحذت أكتيفجن حذوها مع إصدار Guitar Hero World Tour في عام 2008، والتي دعمت العديد من الأدوات. وفي عام 2009 ضاعفت أكتيفجن عروضها في غيتار هيرو ثلاث مرات، بالإضافة إلى استمرار السلسلة الرئيسية الحالية مع غيتار هيرو 5 والتوسعات، وقاموا بتقديم عناوين Band Hero الموجهة نحو موسيقى البوب الأكثر ملائمة للعائلة، وDJ Hero لعبة على أساس القرص الدوار تضم عددًا من الخلطات.
مع إصدار غيتار هيرو 5 اعتبرت أكتيفجن أن السلسلة قد ابتعد عن قاعدته المعدنية الثقيلة إلى مجموعة أوسع من الموسيقى، حيث تعدغيتار هيرو 5 اللعبة الأولى في السلسلة التي تستخدم إصدارًا جديدًا من شعار السلسلة وقد استخدمت الألعاب السابقة شعارًا بخط مع «نقاط» أكثر وضوحًا على الحروف، والذي كان يعتبر «خاصًا مع ثأر» لمطابقة تركيز الألعاب على موسيقى الهيفي ميتال. فيما استخدمت أكتيفجن خدمات استوديو تصميم Pentagram لإعادة تشكيل شعار اللعبة. وطور Pentagram خطًا جديدًا وأزال بعض الميزات «العدوانية الفردية» لجعل الخط أكثر ملاءمة وقابلية للتعديل لتصميم ميزة دمجها في ألعاب أخرى مثل Band Hero وDJ Hero. 

### التراجع والفجوة (2009-2015)
لم تساهم نتائج العروض الموسعة بشكل جيد في هذه السلسلة إلى جانب الركود في أواخر العقد الأول من القرن الحادي والعشرين؛ pde لم تلب مبيعات معظم ألعاب الإيقاع بما في ذلك غيتار هيرو وDJ Hero التوقعات، وانخفضت بنحو 50٪ عن الأهداف المتوقعة.   وأعلنت أكتيفجن أنها ستقلص إلى 10 وحدات SKU فقط في عام 2010 بدلاً من 25 في عام 2009. على الرغم من استمرار ريدأوكتين ونيفرسوفت في تطوير اللعبة الرئيسية السادسة، Guitar Hero: Warriors of Rock حتى اكتمالها ثم إغلاق كلا الاستوديوين لاحقًا بواسطة أكتيفجن، ونقل الموظفين الرئيسيين إلى أكتيفجن مباشرةً لتطوير اللعبة في المستقبل، وفي حالة نيفرسوفت تم إغلاق قسم غيتار هيرو الخاص بها أثناء نقل مهام التطوير المستقبلية للسلسلة إلى Vicarious Visions وهو استوديو أكتيفجن آخر كان أساسيًا في بناء إصدارات Wii وNintendo DS من الألعاب. وفي نوفمبر 2010 أغلقت أكتيفجن أيضًا شركة بودكات كريشنز ذراع النشر الذي كان مسؤولاً بشكل أساسي عن نقل ألعاب غيتار هيرو إلى بلايستشن 2.
قبل التقرير المالي للربع الرابع من عام 2010 لشركة أكتيفجن في فبراير 2011، قامت أكتيفجن بحل وحدة أعمال غيتار هيرو الخاصة بها وأعلنت أنها ستتوقف عن تطوير لعبة غيتار هيرو المخطط لها لعام 2011.  استشهدت أكتيفجن بـ «الانخفاضات المستمرة في نوع الموسيقى» لتفسير قرارها. أثر الإغلاق أيضًا على سلسلة DJ Hero، حيث ذكرت أكتيفجن أنه لا توجد خطط لنشر لعبة موسيقية خلال عام 2011. وأوضح دان وينترز نائب رئيس أكتيفجن لاحقًا أن الشركة كانت «فقط تضع غيتار هيرو في فترة توقف» وأنهم «لم يصنعوا لعبة جديدة للعام المقبل، هذا كل شيء». 
في مقابلة في يوليو 2011 مع فوربس (مجلة) صرح Kotick أنه بينما كان الناشر «سيتوقف عن بيع غيتار هيرو تمامًا» لكنهم «سيعودون إلى الاستوديوهات وسنستخدم استوديوهات جديدة ونعيد ابتكار» السلسلة،  لكن عضوًا سابقًا في فريق Vicarious Visions صرح أنه اعتبارًا من عام 2012 انتهت جميع عمليات تطوير غيتار هيرو داخل أكتيفجن. وأبلغ مصدر آخر قريب من Vicarious Visions كوتاكو أنه بينما كان غيتار هيرو 7 قيد التطوير تحت استوديو أكتيفجن كانت اللعبة تعتبر «كارثة». وحذفت اللعبة الملغاة الأدوات الإضافية واستخدمت فقط جهازًا طرفيًا للجيتار وأعادت تصميم الوحدة لتشمل آلية من 6 أزرار لتحل محل شريط المداعبة الموسيقية؛ وتم اعتبار الوحدة الناتجة باهظة الثمن للغاية في التصنيع والشراء. وبدأ المطورون أيضًا في تطوير اللعبة من الصفر لمحاولة إنشاء شخصيات وأماكن جديدة تكون أكثر تفاعلًا مع الأغاني الفعلية التي يتم تشغيلها لإضفاء طابع الفيديو الموسيقي، ولكن في النهاية أثبت هذا الكثير من التحدي وكان عليه يتم إلغاؤها. وعلاوة على ذلك اقتصر اختيار الأغنية على الأغاني الناجحة «منخفضة الميزانية» في التسعينيات، أو في بعض الأحيان إعادة استخدام الأغاني التي سبق تضمينها في ألعاب غيتار هيرو. على الرغم من أن الفريق كان لديه دورة تطوير لمدة عامين، إلا أنه تم إغلاقه بعد أن رأى رئيس أكتيفجن إريك هيرشبر الوضع الحالي للمشروع في عام واحد.
تم اكتشاف مشروع آخر محتمل لغيتار هيرو بواسطة موقع الأرشيف Unseen64 للعبة بعنوان Hero World وهي لعبة متعددة اللاعبين على الإنترنت من شأنها ربط ألعاب غيتار هيرو وDJ Hero. وتم تطوير اللعبة بواسطة يوبي سوفت ليمينغتون في وقت ما بعد إصدار DJ Hero 2، مع تمرير واجبات التطوير الرئيسية إلى Virtual Fairground، باستخدام نظامهم الأساسي The Ride وهو نظام أساسي يستند إلى أدوبي فلاش يسمح بتشغيل اللعبة في متصفح الويب تم إلغاء اللعبة في عام 2011 إلى جانب مشاريع غيتار هيرو المعلقة الأخرى.
لم يتم إنشاء أي محتوى آخر قابل للتنزيل لغيتار هيرو أو DJ Hero بعد فبراير 2011،  على الرغم من التزام أكتيفجن بإصدار محتوى كان قيد التطوير بالفعل بحلول ذلك الوقت بسبب استجابة المعجبين؛  ولاحقًا في خطوة وصفتها غيم إنفورمر بأنها «المسمار الأخير في تابوت [السلسلة]»  أعلنت أكتيفجن أنها ستوقف جميع مبيعات DLC للسلسلة دون إلغاء الوصول إلى المسارات التي تم شراؤها بالفعل اعتبارًا من 31 مارس 2014. على الرغم من أن أكتيفجن قد ابتعدت عن سلسلة غيتار هيرو، إلا أن الدروس المستفادة ساعدتهم مع تويز فور بوب على التعامل مع مشكلات التصنيع والاستعانة بمصادر خارجية التي جاءت مع امتياز لعبة Skylanders الناجحة للغاية وألعاب الفيديو.

### غيتار هيرو لايف والفجوة الثانية (2015 إلى الوقت الحاضر)
في أبريل 2015 أعلنت أكتيفجن عن إدخال جديد في السلسلة بعنوان Guitar Hero Live. تم تطوير العنوان بواسطة الاستوديو الداخلي FreeStyleGames الخاص بـ أكتيفجن والذي عمل سابقًا على عناوين DJ Hero الفرعية. وتم منح FreeStyleGames العنان لإعادة تشغيل سلسلة غيتار هيرو لوحدات التحكم من الجيل التالي. وكان أحد ابتكاراتهم الأولى هو إسقاط وحدة التحكم القياسية في الجيتار ذات الأزرار الخمسة، مما أدى في النهاية إلى تصميم وحدة تحكم في الجيتار بستة أزرار، مع صفين من ثلاثة أزرار لكل منهما، مما يسمح لهم بتقليد إصبع الجيتار الفعلي. وتم إصدار Guitar Hero Live مع كل من الوضع الوظيفي والوضع عبر الإنترنت. وقد استخدم الوضع الوظيفي فيديو بالحركة الكاملة مأخوذ من منظور عازف الجيتار الرئيسي أسفل الطريق السريع للملاحظات، لخلق تجربة غامرة للاعب. فيمايتجاهل الوضع عبر الإنترنت، المسمى GHTV نهج المحتوى السابق القابل للتنزيل واستخدم أسلوب قناة الفيديو الموسيقي لدفق الأغاني القابلة للتشغيل إلى المشغلين، وإضافة أغانٍ جديدة إلى الكتالوج على أساس أسبوعي. تم إصدار اللعبة في أكتوبر 2015.
على الرغم من الإشادة باللعبة باعتبارها إعادة اختراع لسلسلة غيتار هيرو، إلا أن اللعبة لم تبيع كما توقعت أكتيفجن؛ ونظرًا لانخفاض التوقعات تخلت أكتيفجن عن نصف مطوري FreeStyleGames. وفي يناير 2017 استحوذت يوبي سوفت على FreeStyleGames من أكتيفجن مع عواقب غير واضحة على اللعبة. وقامت أكتيفجن بإغلاق GHTV في 1 ديسمبر 2018 مما قلل عدد الأغاني المتاحة من 500 أغنية إلى 42 أغنية موجودة على القرص. 

## الألعاب

### العناوين الرئيسية

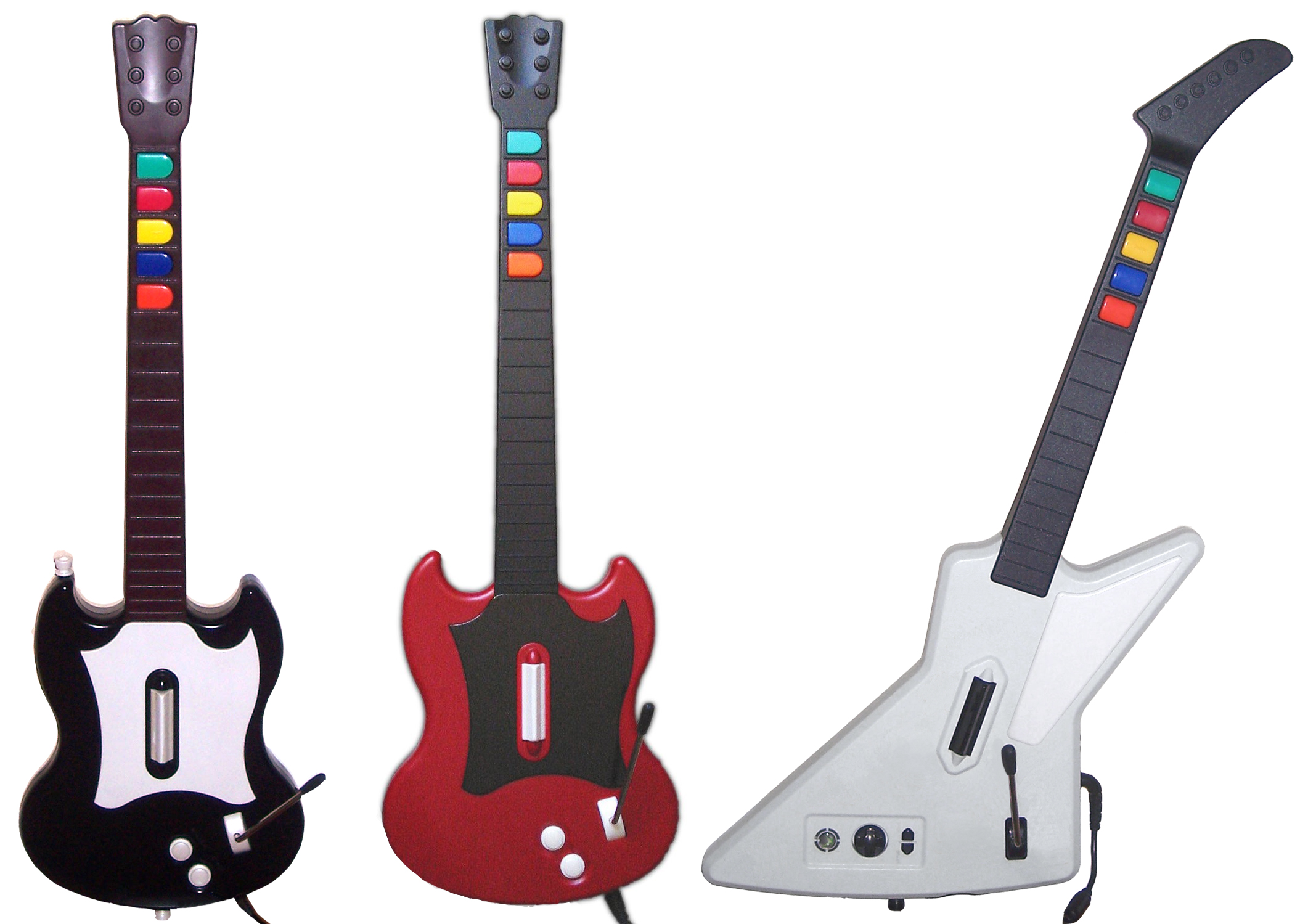
وحدات التحكم المرفقة مع إصدارات غيتار هيرو (من اليسار إلى اليمين): Gibson SGs for غيتار هيرو وغيتار هيرو II (بلاي ستيشن 2) وGibson Explorer for غيتار هيرو II (إكس بوكس 360) وغيتار هيرو III: Legends of Rock (PC)

تم إصدار غيتار هيرو الأصلي على بلاي ستيشن 2 في نوفمبر 2005. جيتار هيرو جدير بالملاحظة لأنه يأتي معبأ بوحدة تحكم طرفية على غرار غيتار جيبسون إس جي أسود، وحدة تحكم الغيتار هو المدخل الأساسي لهذه اللعبة. وممارسة اللعبة باستخدام وحدة التحكم في الجيتار تحاكي العزف على الجيتار الفعلي، إلا أنها تستخدم خمسة «أزرار فريت» ملونة و«شريط مداعبة أوتار الآلة الموسيقية»، استوحى تطوير غيتار هيرو من لعبة فيديو Guitar Freaks من كونامي والتي لم تشهد في ذلك الوقت الكثير من الظهور في سوق أمريكا الشمالية؛ اقترب ريدأوكتين، الذي يبيع بالفعل وحدات تحكم على شكل الغيتار للنسخ المستوردة من GuitarFreaks من هارمونيكس حول إنشاء لعبة لاستخدام وحدة تحكم غيتار جديدة تمامًا.
كان المفهوم هو الحصول على طريقة لعب Amplitude مع مرئيات Karaoke Revolution وكلاهما تم تطويرهما بواسطة هارمونيكس. قوبلت اللعبة بإشادة من النقاد وحصلت على العديد من الجوائز لطرفها المبتكر للغيتار والموسيقى التصويرية، والتي تضمنت 47 أغنية روك قابلة للتشغيل (معظمها كانت نسخ غلاف لأغاني شعبية من فنانين وفرق من الستينيات حتى موسيقى الروك الحديثة). باعت غيتار هيرو ما يقرب من 1.5 مليون نسخة حتى الآن.
زادت شعبية السلسلة بشكل كبير مع إصدار غيتار هيرو II لجهاز بلاي ستيشن 2 في عام 2006. حيث تتميز بأسلوب لعب مُحسَّن متعدد اللاعبين ونظام مُحسَّن للتعرف على الملاحظات و64 أغنية، وأصبحت خامس أفضل لعبة فيديو في المبيعات لعام 2006. وتم تقديم إصدار بلاي ستيشن 2 من اللعبة بشكل منفصل وفي حزمة مع وحدة تحكم غيتار جيبسون SG باللون الأحمر الكرزي، وتم إصدار غيتار هيرو II لاحقًا لجهاز إكس بوكس 360 في أبريل 2007 مع وحدة تحكم غيتار Gibson Explorer حصرية و10 أغاني إضافية من بين ميزات أخرى. وقد تم بيع حوالي 3 ملايين وحدة من غيتار هيرو II على بلاي ستيشن 2 وإكس بوكس 360.

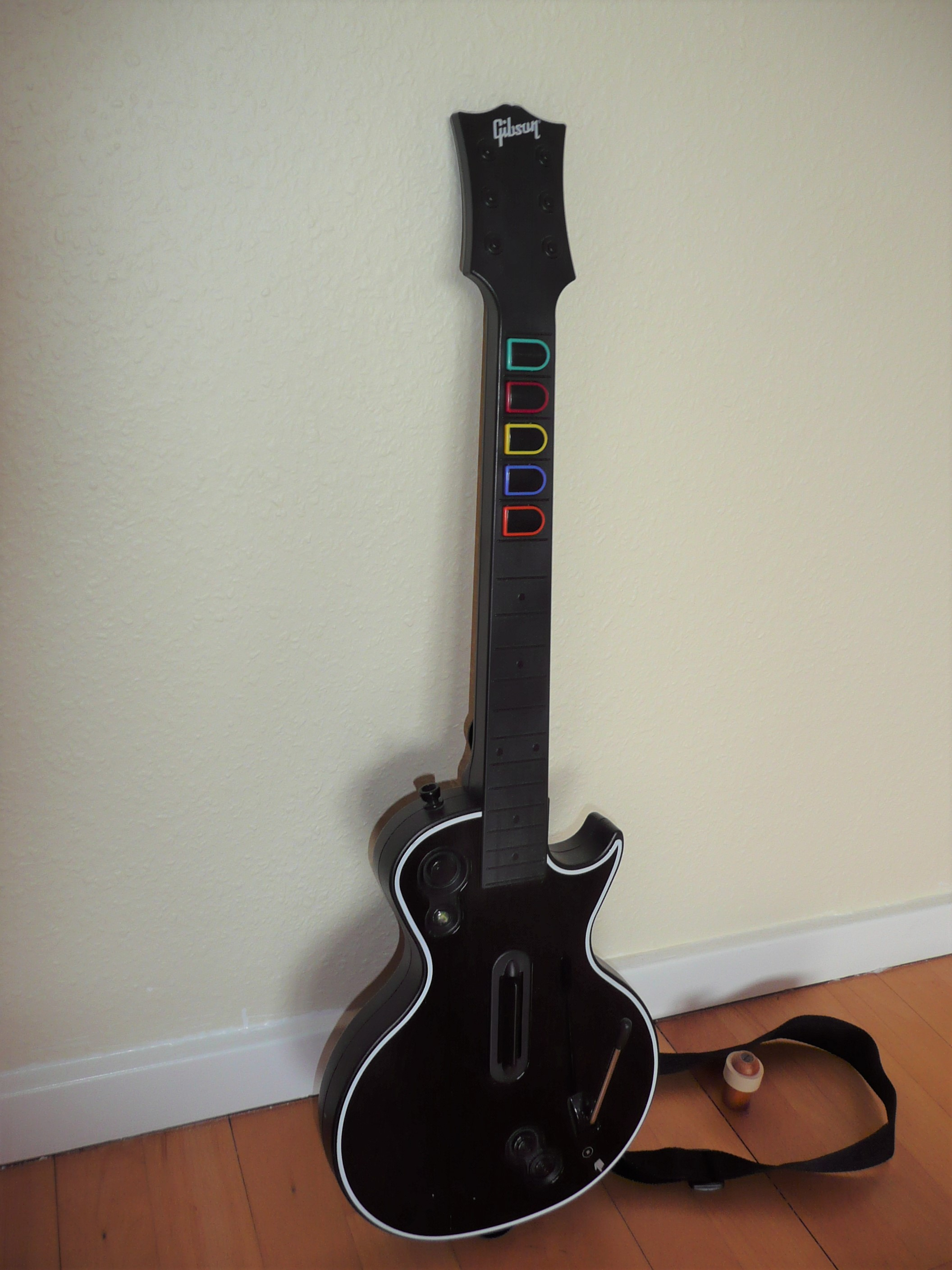
وحدة تحكم الغيتار إكس بوكس 360

تم إصدار غيتار هيرو III: Legends of Rock في أواخر عام 2007 لمنصات بلاي ستيشن 2 وبلاي ستيشن 3 وإكس بوكس 360 ووي ومايكروسوفت ويندوزمايكروسوفت وندوزوماك أو إس وكان العنوان هو الدفعة الأولى من السلسلة التي تتضمن القيثارات اللاسلكية المرفقة باللعبة وأيضًا أول من أصدر حزمة خاصة مع اثنين من القيثارات، تتضمن اللعبة سلاش وتوم موريلو كشخصيات قابلة للعب بالإضافة إلى الصور الرمزية الخيالية الموجودة، قام كلا عازفي الجيتار بالتقاط الحركة لاستخدامها في الرسوم المتحركة لشخصياتهم في اللعبة.

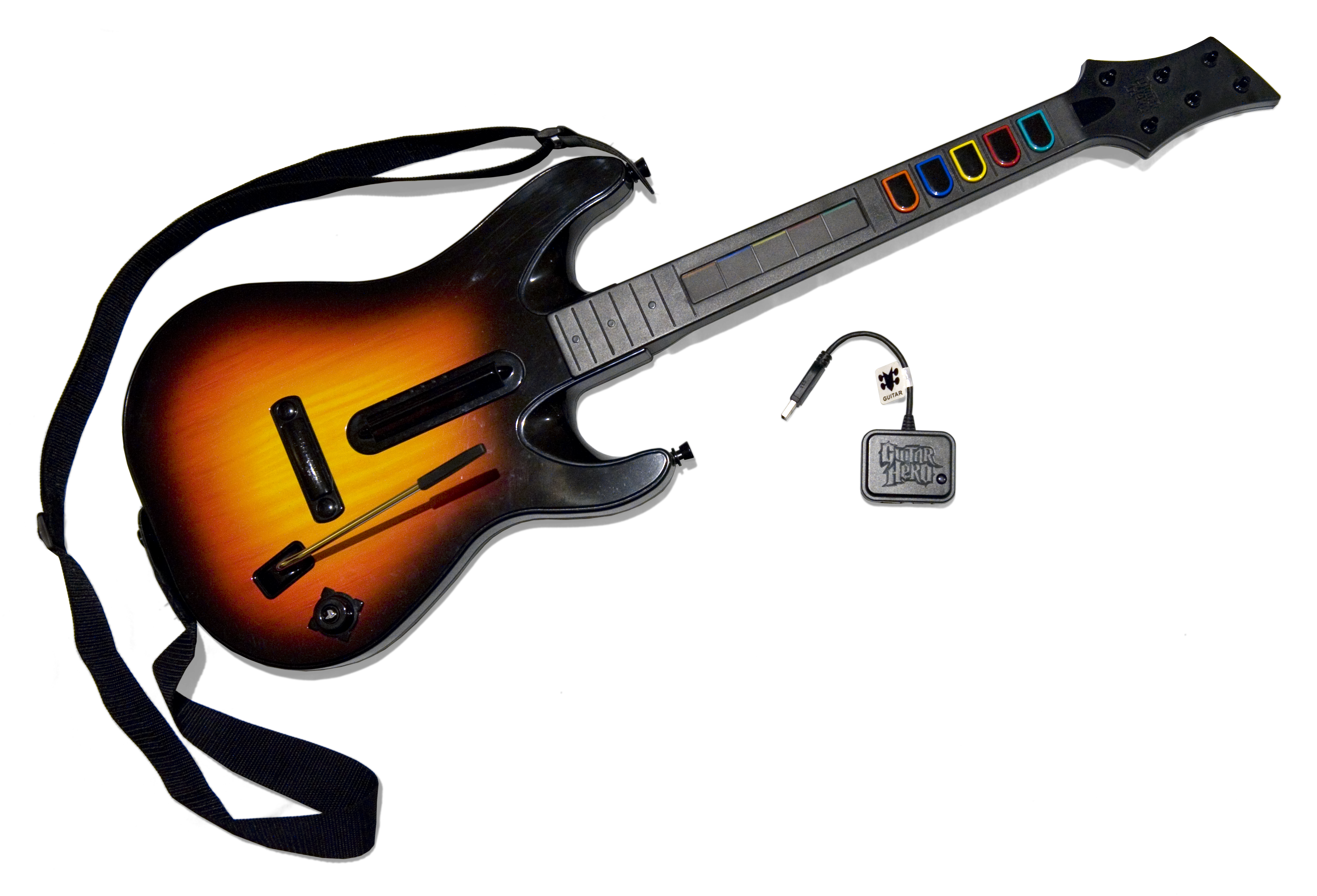
وحدة تحكم غيتار بلاي ستيشن 3

رابع لعبة كاملة في السلسلة هي جولة غيتار هيرو العالمية (بالإنجليزية: Guitar Hero World Tour)‏ والتي كانت تسمى سابقًا Guitar Hero IV، تم إصدارها في 26 أكتوبر 2008 لأجهزة بلايستشن 2 وبلاي ستيشن 3 وXbox 360 وWii. وتوقع المحللون أن تتضمن ألعاب غيتار هيرو المستقبلية في عام 2008 أجهزة طرفية إضافية للتنافس ضد Rock Band. وتم التأكيد على أن Guitar Hero World Tour قيد التطوير بعد الإعلان عن الاندماج بين أكتيفجن وفيفندي غيمز في ديسمبر 2007. أعلن Bobby Kotick الرئيس التنفيذي لشركة أكتيفجن في 21 أبريل 2008 أن جولة غيتار هيرو العالمية ستتفرع إلى آلات أخرى بما في ذلك الغناء. تتضمن Guitar Hero World Tour الطبول والغناء، ويمكن شراؤها مع وحدة تحكم جديدة لمجموعة الأسطوانات وميكروفون ووحدة تحكم الغيتار القياسية. وتظهر عدد أكبر من الموسيقيين في العالم الحقيقي كشخصيات قابلة للعب، بما في ذلك جيمي هندريكس وBilly Corgan وهايلي ويليامز وZakk Wylde وتيد نوغينت وترافيس باركر وستينغ وأوزي أوزبورن. وتتميز اللعبة أيضًا بإنشاء أغنية مخصصة يمكن مشاركتها مع الآخرين.
تم تأكيد إصدار غيتار هيرو 5 العنوان الخامس في السلسلة في ديسمبر 2008. والذي صدر في 1 سبتمبر 2009 حيث يضم 85 أغنية من 83 فنانًا مختلفًا، وتتضمن اللعبة أوضاعًا وميزات جديدة للعبة، بما في ذلك «وضع الحفل» الذي يمنح اللاعبين القدرة على الدخول والخروج وتغيير الصعوبات في منتصف الأغنية. ويظهر الفنانون بما في ذلك جوني كاش ومات بيلامي وكارلوس سانتانا وكيرت كوبين وشيرلي مانسون كشخصيات قابلة للعب في اللعبة.
العنوان السادس في السلسلة كان بعنوان (بالإنجليزية: Guitar Hero: Warriors of Rock)‏ وقد تم إصدارها في 28 سبتمبر 2010، وهي آخر لعبة في السلسلة التي طورها قسم غيتار هيرو في نيفرسوفت قبل حلها، مع Vicarious Visions التي تساعد على إصدار Wii مع وظائف Nintendo DS المضافة. وصفت اللعبة بأنها تعود إلى جذور سلسلة غيتار هيرو؛ بينما لا يزال يسمح بالعزف الكامل للفرقة، وينصب تركيز الموسيقى التصويرية على موسيقى الروك أند رول والتركيز على "تمزيق" الغيتار. قدمت اللعبة "Quest Mode" المستندة إلى المسار الوظيفي، والتي يرويها جين سيمونز، والتي توجه اللاعبين لإكمال الأغاني لفتح "محاربي الروك" للانضمام إليهم في إنقاذ "demigod of rock" وغيتاره من سجنه بواسطة وحش". 
بعد توقف دام خمس سنوات، أعلنت أكتيفجن عن إصدار Guitar Hero Live في أواخر عام 2015 على معظم وحدات التحكم من الجيل السابع والجيل الثامن. وقد تم تطوير Live لإعادة بناء اللعبة من الألف إلى الياء، وبينما تظل طريقة اللعب مشابهة للعناوين السابقة، مع التركيز بشكل أساسي على الجيتار الرئيسي، فإنها تستخدم وحدة تحكم في الجيتار بثلاثة أزرار مع كل زر به مواضع «لأعلى» و«لأسفل»، مما يجعل جدولة أكثر تعقيدًا. وتستخدم اللعبة لقطات حية لحفل موسيقى الروك، مأخوذة من منظور عازف الجيتار الرئيسي، لتوفير تجربة غامرة أكثر.

### توسيع السلسلة
تم إصدار لعبة Guitar Hero Encore: Rocks the 80s لجهاز بلاي ستيشن 2 في يوليو 2007، وكانت اللعبة الأخيرة التي طورتها هارمونيكس ميوزيك سيستمز لهذه السلسلة. على الرغم من أنه تم إنتاجه بعد شراء شركة ألعاب إم تي في لشركة هارمونيكس، إلا أنه كان جزءًا من التزامهم التعاقدي بإكمال اللعبة، وتتميز اللعبة كما يوحي اسمها بمسارات تعود إلى الثمانينيات بشكل أساسي.
كانت Guitar Hero: Aerosmith أول لعبة تركز على الفرقة في السلسلة، في 4 سبتمبر 2007 أعلنت بيلبورد أن أيروسميث تعمل بشكل وثيق مع صانعي غيتار هيرو 4، والتي ستخصص لموسيقى المجموعة". ,في 15 فبراير 2008 أعلنت أكتيفجن أنه سيتم إطلاق Guitar Hero: Aerosmith في 29 يونيو 2008.   ,تم تطوير Guitar Hero: Aerosmith بواسطة نيفرسوفت لإصدارات Xbox 360 وبلاي ستيشن 3، بينما تم تطوير إصدار Wii من اللعبة بواسطة Vicarious Visions وإصدار بلايستشن 2 تم تطويره بواسطة بودكات كريشنز. تحتوي اللعبة تحتوي على اختيار المسار وتتألف من 60٪ من أغاني إيروسميث، مع أغاني أخرى من جو بيري.
تم إصدار العنوان التالي للسلسلة Guitar Hero: Metallica في 29 مارس 2009. وهو مبني على تجربة الفرقة الكاملة في World Tour مع تقديم ميزات مماثلة في تاريخ وموسيقى Metallica كما هو موجود في Guitar Hero: Aerosmith. وبالإضافة إلى ذلك كان ألبوم الموت المغناطيسي متوفر للتنزيل «للغيتار هيرو الثالث» بالتزامن مع صدور الألبوم، مع محتوى يجري إلى الأمام متوافق مع «غيتار هيرو جولة حول العالم» و«غيتار هيرو: ميتاليكا» ونظرًا لأن إصدار بلايستشن 2 لا يدعم التنزيل، فقد تم تضمين ثلاث أغانٍ إضافية من Death Magnetic وهي كالتالي: "Broken، Beat، and Scarred" و"Cyanide" و"My Apocalypse". تمت أيضًا إضافة ميزة جديدة في اللعبة، حيث يمكن للعازف الوصول إلى وضع يسمى Expert +. ويسمح الوضع بإيقاع أسرع على دواسة الجهير، بسرعة إلى الحد الذي يكون فيه عادةً خارج النطاق القابل للتشغيل لدواسة جهير واحدة، وكان مخصصًا لدواسة جهير مزدوجة.
تم إصدار Guitar Hero Smash Hits في يونيو 2009. حيث يتميز بإصدارات كاملة النطاق من 48 أغنية من ألعاب غيتار هيرو السابقة التي استخدمت فقط وحدة التحكم في الجيتار. وعلى عكس الإصدارات السابقة، تعتمد كل أغنية على تسجيل رئيسي يتضمن بعض المسارات الحية. وتتبع اللعبة نموذجًا مشابهًا لـ Guitar Hero: Metallica وتم تطويرها بواسطة نيفرسوفت وبينوكس لأجهزة بلاي ستيشن 3 وXbox 360 وبلايستشن 2 وWii.
تم إصدار «غيتار هيرو:فان هيلين» في 22 ديسمبر 2009 على الرغم من أن العملاء الذين اشتروا غيتار هيرو 5 بموجب عرض ترويجي خاص حصلوا على نسخة من اللعبة مبكرًا. مثل الألعاب الأخرى التي تركز على الفرقة تشتمل غيتار هيرو: فان هيلين على 25 أغنية من فرقة فان هيلين، بما في ذلك 3 عزف منفرد على الجيتار بواسطة إيدي فان هيلين، بالإضافة إلى 19 عمل ضيف مثل كوين وويزر وبلينك-182 وفو فايترز وذي أوفسبرنج وملكات العصر الحجري. 
تم الإعلان عن عنوان جديد آخر للسلسلة Band Hero في مايو 2009. تقدم اللعبة أفضل 40 أغنية تستهدف جماهير العائلة، وتشمل أسلوب اللعب الكامل للفرقة غيتار هيرو 5.  يظهر الموسيقار تايلور سويفت كشخصية قابلة للعب في اللعبة،  كما باقي أعضاء No Doubt.
تم الإعلان عن DJ Hero بواسطة أكتيفجن في مايو 2009. وقبل الإعلان اشترت الشركة يوبي سوفت ليمينغتون وهي مطور صغير للألعاب الموسيقية للمساعدة في إنتاج محتوى محلي قابل للتنزيل لألعاب غيتار هيرو ولعبة موسيقية لم يُعلن عنها بعد، وتم الكشف عنها لاحقًا على أنها DJ Hero. يستخدم DJ Hero وحدة تحكم خاصة قائمة على القرص الدوار للاعبين لأداء مجموعة متنوعة من الأغاني في اللعبة. وتتضمن اللعبة أيضًا استخدام وحدة تحكم غيتار هيرو على عشرة مسارات مرتبة خصيصًا؛ وقد اقترح مشرق أن الألعاب المستقبل غيتار هيرو بعد غيتار هيرو 5 قد يتضمن استخدام عنصر تحكم القرص الدوار.
تم الإعلان رسميًا عن تكملة بعنوان DJ Hero 2 في يونيو 2010 لإصدارها في الربع الأخير من عام 2010، وتضم أكثر من 70 مزيجًا من أكثر من 85 فنانًا. وتتضمن اللعبة العديد من أوضاع اللعب الجديدة، بما في ذلك الوضع الوظيفي "Empire" ومعارك DJ وجهاً لوجه وأنماط متعددة اللاعبين الاجتماعيين ووضع اللعب الجماعي للقفز والخروج على غرار غيتار هيرو 5. وتتضمن المزيد من الخيارات الصوتية للغناء وموسيقى الراب على الأغاني، ووضع الأسلوب الحر للاعبين.

### الإصدارات المحمولة

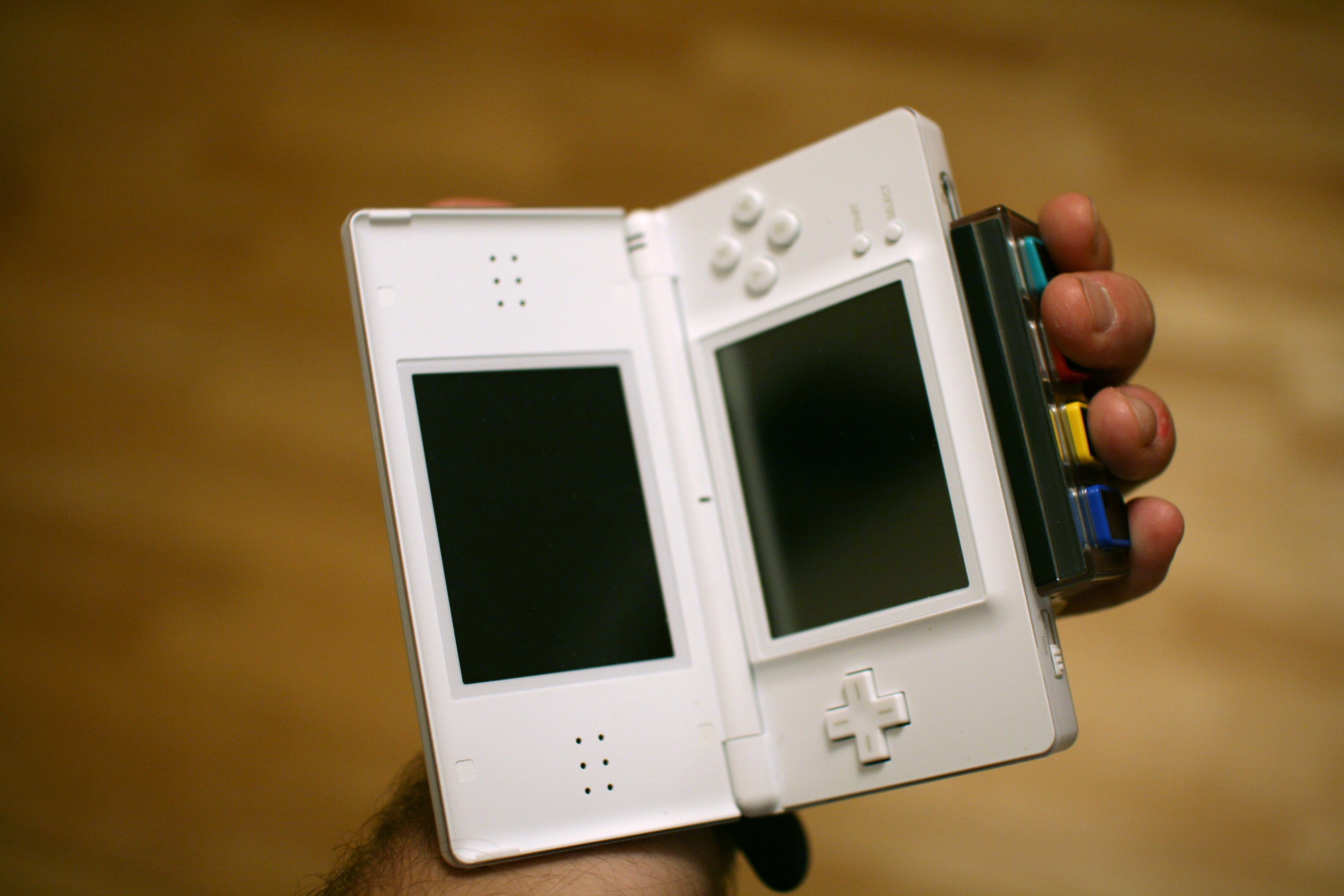
"Guitar Grip"، الذي طورته فكيريوس فيجينز لسلسلة نينتندو دي أس يوفر أربعة أزرار للعبة، بينما يتم العزف على شاشة DS التي تعمل باللمس باستخدام قلم على شكل اختيار.

تم إصدار غيتار هيرو: On Tour على نظام نينتندو دي أس المحمول في 22 يونيو 2008. حيث تتضمن اللعبة جهازًا طرفيًا يطلق عليه اسم "Guitar Grip"، وهو جهاز مستطيل الشكل يلائم الفتحة الثانية من نينتندو دي أس أو DS Lite. ويتميز الجهاز الطرفي فقط بأزرار الفريت الأربعة الأولى وحزام حتى يمكن حمل نينتندو دي أس بشكل جانبي بشكل مريح للعب، وتشمل اللعبة أيضا اختيار شكل قلم للاستخدام مع العزف في المباراة التي تحرك اللاعبين عبر الشاشة التي تعمل باللمس. تم تطوير غيتار هيرو: On Tour بواسطة فكيريوس فيجينز، الذي قام أيضًا بنقل ألعاب غيتار هيرو إلى وحدة تحكم Wii الخاصة بـ نينتندو .
تم إصدار تكملة بعنوان غيتار هيرو On Tour: Decades في نوفمبر 2008، وتضم موسيقى تمتد لأربعة عقود. وتم الإعلان عن العنوان الثالث في السلسلة غيتار هيرو On Tour: Modern Hits، بعد شائعات مختلفة عن وجوده،  وتم إصداره في يونيو 2009 حيث يضم أغانٍ مسجلة منذ عام 2000. وتستخدم كلتا اللعبتين وحدة التحكم "Guitar Grip" وتسمح للاعبين بالتنافس ضد بعضهما البعض باستخدام أي إصدار من سلسلة On Tour مع مشاركة الأغاني بين الإصدارات.
تم نقل باند هيرو (بالإنجليزية: Band Hero)‏ أيضًا إلى نينتندو دي أس بواسطة فكيريوس فيجينز، لتوسيع اللعب ليشمل الغناء (من خلال ميكروفون DS) والطبول، ويستخدم قرع الطبول محولًا خاصًا «لجلد الطبلة» مصمم لجهاز نينتندو دي أس Lite لتعيين أزرار وجه الوحدة إلى أربع وسادات طبل.
ومع ذلك فإن الجهاز الطرفي غير متوافق مع طراز نينتندو دي أس الأصلي أو نينتندو دي أسi، ونظرًا لأن جلد الأسطوانة ليس إلكترونيًا ولكنه مفتاح غطاء مطاطي يكرر بعض الأزرار على DS Lite، يمكن للاعب ببساطة الضغط على الأزرار في الوقت المناسب لتشغيل الطبول. وتتضمن اللعبة لعبًا لاسلكيًا محليًا لأربعة لاعبين بنفس طريقة غيتار هيرو 5 مما يسمح باستخدام أي مجموعة من الأدوات. تحتوي اللعبة على 30 أغنية، بعضها من باند هيرو (بالإنجليزية: Band Hero)‏ والبعض الآخر من قوائم مجموعة ألعاب غيتار هيرو .
لا يعمل غيتار هيرو: On Tour على نينتندو دي أسi ونينتندو 3دي أس لأنه على عكس نينتندو دي أس ليس لديهم فتحات Game Boy Advance. حيث يقتصر برنامج باند هيرو (بالإنجليزية: Band Hero)‏ على الغناء والطبول على وحدتي التحكم لنفس السبب.

### إصدارات الهواتف المحمولة
تم إصدار غيتار هيرو III Mobile للهواتف المحمولة في عامي 2007 و2008، وتم تطويرها بواسطة MachineWorks Northwest LLC، وتتضمن النسخة الأساسية من اللعبة 15 أغنية من كل من غيتار هيرو II وغيتار هيرو III، وأصدرت حزمة إضافية مكونة من ثلاث أغنيات كل شهر منذ يناير 2008. وتم تنزيل اللعبة من قبل المستخدمين مليون مرة، حيث ادعى كل من فيرايزون للاتصالات وHands-On Mobile أنه يتم تشغيل أكثر من 250 ألف أغنية يوميًا على النظام الأساسي.
أنتجت الشركتان لعبتين أخريين على الهاتف المحمول أولها غيتار هيرو III: Backstage Pass التي تم إصدارها في يوليو 2008،  وغيتار هيرو World Tour التي تم إصدارها في ديسمبر 2008، وتتضمن كلتا اللعبتان مسارًا للعب على كل من الجيتار الرئيسي والطبول مما يحاكي التوسع في سلسلة وحدة التحكم إلى النطاق الكامل.
قامت شركة Glu Mobile بتطوير النسخة المحمولة من غيتار هيرو 5، والتي تم إصدارها في الربع الأخير من عام 2009.

### ألعاب أخرى

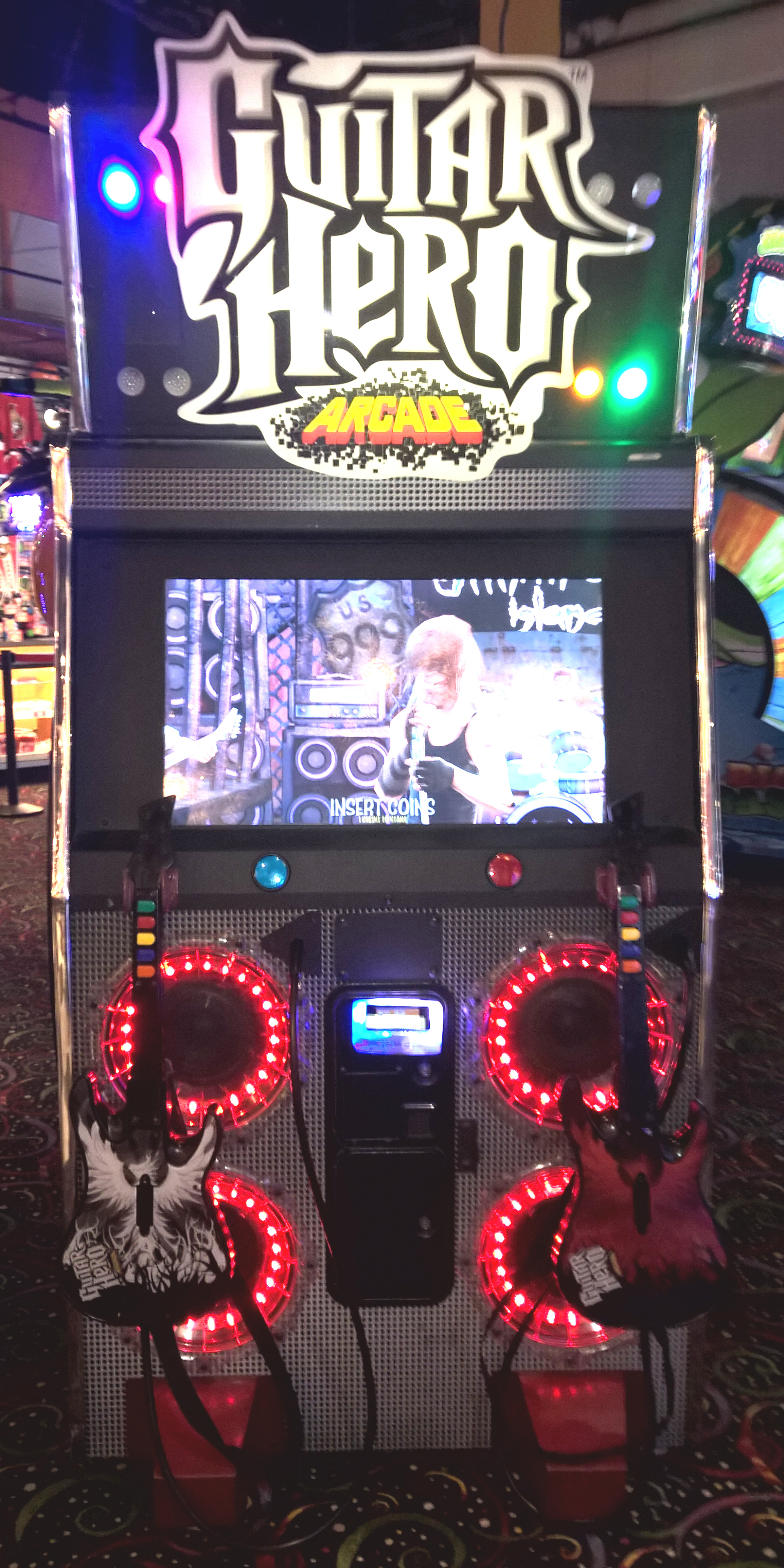
غيتار هيرو أركيد

عملت أكتيفجن وريدأوكتين أيضًا مع Basic Fun, Inc. لإنتاج غيتار هيرو Carabiner، وهي لعبة إلكترونية محمولة تحتوي على مقاطع مدتها 30 و60 ثانية من عشر أغاني من غيتار هيرو وغيتار هيرو II.
قام كل من أكتيفجن وكونامي، اللذان عملا معاً في السابق للتأكد من سلسلة Guitar Hero بالتوافق مع براءات اختراع كونامي في الألعاب الموسيقية، جنبًا إلى جنب مع Raw Thrills، طوروا إصدارًا من ألعاب آركيد بعنوان Guitar Hero Arcade وتم توزيعه على الأروقة في وقت مبكر من 2009، تعتمد اللعبة بالكامل على طريقة اللعب في Guitar Hero III ولكن تم تقليل بعض الميزات مثل استخدام شريط Whammy وStar Power Button (يمكن تنشيط Star Power فقط برفع Guitar) وأوضاع التدريب، مع الحفاظ على القدرة لتحميل اغاني جديدة للخزانة من الإنترنت. خضعت لعبة الأركيد لبعض التدقيق من قبل الجمعية الأمريكية للملحنين والمؤلفين والناشرين (ASCAP) حيث يعتقدون أن استخدام اللعبة في الأروقة يعادل «العروض العامة» ويسعون إلى دفع رسوم إضافية من قبل مشغلي اللعبة.

## الألعاب المخططة
يعتبر العدد الكبير من عناوين غيتار هيرو وRock Band في السوق مسؤولاً جزئياً عن الانخفاض الحاد في مبيعات الألعاب الموسيقية في النصف الأخير من عام 2009، إلى جانب تأثيرات الركود في أواخر العقد الأول من القرن الحادي والعشرين. حيث بلغ سوق ألعاب الإيقاع 1.4 مليار دولار في عام 2008 لكنه انخفض إلى 700 مليون دولار (انخفاض بنسبة 50 ٪) في عام 2009 على الرغم من توفر المزيد من العناوين في ذلك العام. وأشار برايان برايت، مدير مشروع نيفرسوفت السابق إلى أنه في وقت ما في عام 2009 كانوا مسؤولين عن إطلاق ثلاث ألعاب في ذلك العام (غيتار هيرو 5 وMetallica وباند هيرو (بالإنجليزية: Band Hero)‏) ودعم الاستوديوهات الأخرى لتطوير لعبتين إضافيتين، مما تسبب في حدوث ذلك. وفقد الاستوديو التركيز في جهود التطوير والتسويق. ووفقًا لـ Bright بلغت مبيعات جميع ألعاب غيتار هيرو التي تم إصدارها في عام 2009 إجمالي عدد مبيعات World Tour لعام 2008 مما يدل على تخفيف التسويق.
على الرغم من أن أكتيفجن خططت في الأصل لمضاعفة عروض سلسلة غيتار هيرو ثلاث مرات في عام 2010،  أعادت الشركة تعديل خططها وقللت عدد العروض وركزت أكثر على بيع المحتوى الرقمي القابل للتنزيل للسلسلة. وقد تم إصدار عنوانين فقط في 2010 وهما غيتار هيرو: Warriors of Rock ودي جي هيرو (بالإنجليزية: DJ Hero)‏ 2 
يعتقد المحللون أن السوق سيتطور لدعم عدد أقل من العناوين كل عام بمتوسط قيمة «صحية» تتراوح بين 500 و600 مليون دولار سنويًا. يعتقد Kotick أن جزءًا من سقوط غيتار هيرو كان بسبب تقديم أكتيفجن لـ دي جي هيرو (بالإنجليزية: DJ Hero)‏، والتي أعطت الكثير من التركيز وتركت ألعاب غيتار هيرو الأساسية دون «التغذية والرعاية» اللازمة لمواصلة الابتكار في هذه السلسلة.
صرح ديف موستين قائد ميغاديث أنه كان يجري محادثات مع أكتيفجن ونيفرسوفت للحصول على منتج متعلق بـ غيتار هيرو. وتم الكشف لاحقًا أن موستين كان يعمل مع أكتيفجن للموسيقى في غيتار هيرو: Warriors of Rock بما في ذلك مسار أصلي ("Sudden Death") تم تسجيله خصيصًا للعبة.
تم الإعلان عن منتجين من غيتار هيرو ولكن لم يتم إصدارهما مطلقًا وهما ريد هوت تشيلي بيبرز  وبلاي ستيشن بورتبل.

## الاستقبال والمبيعات
| اللعبة                          | غيم رانكينغز                                                     | ميتاكريتيك                                   |
| ------------------------------- | ---------------------------------------------------------------- | -------------------------------------------- |
| غيتار هيرو (لعبة فيديو)         | (PS2) 91.96%                                                     | (PS2) 91                                     |
| غيتار هيرو II ‏                  | (X360) 92.29% (PS2) 92.07%                                       | (X360) 92 (PS2) 92                           |
| غيتار هيرو III: Legends of Rock | (Wii) 86.26% (X360) 85.75% (PS2) 85.50% (PS3) 83.77% (PC) 78.00% | (Wii) 86 (X360) 85 (PS3) 83 (PS2) 82 (PC) 79 |
| غيتار هيرو World Tour ‏          | (Wii) 86.28% (X360) 84.44% (PS3) 83.33% (PS2) 81.20%             | (Wii) 86 (X360) 85 (PS3) 84                  |
| غيتار هيرو 5 ‏                   | (Wii) 89.58% (PS3) 86.58% (X360) 85.66% (PS2) 45.00%             | (Wii) 89 (PS3) 86 (X360) 85 (PS2) 71         |
| غيتار هيرو: Warriors of Rock ‏   | (Wii) 80.07% (X360) 75.20% (PS3) 74.35%                          | (Wii) 77 (PS3) 74 (X360) 72                  |
| غيتار هيرو Live                 | (WIIU) 83.75% (PS4) 81.91% (XONE) 80.93%                         | (WIIU) 84/100 (XONE) 81/100 (PS4) 80/100     |

لاقت الألعاب في سلسلة غيتار هيرو استحسان النقاد بشكل عام، حيث أشاد المراجعين بالألعاب الأولية. واعتبر دخول نيفيرسوفت الأول إلى السلسلةجيتار هيرو 3، صعبًا للغاية، مع العديد من الأغاني الصعبة التي تقدم للاعبين «جدران من الملاحظات»، وأعترف المطورون لاحقًا بهذا. وتضمنت الإصدارات اللاحقة بعض التحسينات،  واستكملت تحسينات غيتار هيرو في اللعب الاجتماعي من قبل المراجعين، وتعتبر مزيد من التحسن على هذه السلسلة. وقد وضعته إنترتينمنت ويكلي في قائمة «الأفضل لنهاية العقد» 
عند إطلاقها كان ينظر إلى اللعبة الأولى باعتبارها ضربة غير متوقعة حيث كسبت أكثر من 45 مليون دولار أمريكي وبيعت حوالي 1.5 مليون نسخة. كان الإصدار الثاني غيتار هيرو II أكثر نجاحًا من الناحية المالية حيث تم بيع أكثر من 1.3 مليون نسخة ومبيعات تجاوزت 200 مليون دولار أمريكي. وأما الإصدار الثالث فقد كسبت أكثر من مليار دولار أمريكي في متاجر التجزئة حيث باعت ما يقرب من 3.5 مليون نسخة خلال الأشهر السبعة الأولى من عام 2008.
تم شراء أكثر من 60 مليون مقطع صوتي قابل للتنزيل عبر السلسلة اعتبارًا من فبراير 2010. تم إدراج كل من غيتار هيرو III وWorld Tour في قائمة مارس 2011 من مجموعة NPD للألعاب ذات الدخل المرتفع في المبيعات غير المعدلة في الولايات المتحدة منذ عام 1995؛ يتصدر غيتار هيرو III القائمة بإجمالي مبيعات 830.9 مليون دولار.
بشكل عام باعت سلسلة غيتار هيرو أكثر من 25 مليون وحدة في جميع أنحاء العالم، محققة ملياري دولار أمريكي في البيع بالتجزئة. ادعت أكتيفجن أن المسلسل هو ثالث أكبر امتياز لعبة في عام 2009 بعد امتيازات Mario وMadden NFL.

## الأثر الثقافي
كان لسلسلة غيتار هيرو تأثير ثقافي كبير لتصبح «ظاهرة ثقافية». حيث ساعدت السلسلة في إحياء تعليم الموسيقى لدى الأطفال وأثرت على التغييرات في كل من ألعاب الفيديو وصناعة الموسيقى واستخدمت في الصحة وعلاج المرضى المتعافين وأصبحت جزءًا من الثقافة الشعبية العامية. ويعتبر العديد من الصحفيين، بما في ذلك 1UP.com،  وايرد،  جي 4،  سان خوسيه ميركوري نيوز،  إنك،  الجارديان،  وإعلانات السن،  أنغيتار هيرو أحد أكثر المنتجات تأثيراً في العقد الأول من القرن الحادي والعشرين، وأنها الشرارة التي أدت إلى نمو سوق ألعاب الإيقاع، لتعزيز مبيعات الموسيقى لكل من الفنانين الجدد والقدامى، ولتقديم المزيد من الألعاب الاجتماعية مفاهيم سوق ألعاب الفيديو، وبالتزامن مع وي، لتحسين التفاعل مع وحدات تحكم الألعاب. وفي السنوات الأخيرة شهد غيتار هيرو تنشيطًا في شكل نسخة برمجية تسمى Clone Hero.

## القضايا القانونية والعملية

### عدم توافق بلاي ستيشن 3
لا تتوافق وحدة التحكم في بلاي ستيشن 3 من سوني مع وحدة تحكم بلايستشن 2 Guitar Hero على النظام. في حين أن Guitar Hero وGuitar Hero II متوافقان تمامًا مع الإصدارات السابقة من خلال محاكاة جهاز بلايستشن 2 في الإصدار الأولي لأمريكا الشمالية لوحدة التحكم، كان من المستحيل عند الإطلاق استخدام وحدة التحكم في الجيتار للعب أي لعبة. صرح Kai Huang، من ريدأوكتين، أنهم «يعملون على ذلك مع Sony في الوقت الحالي - ينظرون في كيفية الحصول على جميع القيثارات الموجودة في بلايستشن 2، وجميع مالكيها، لاستخدامها على بلاي ستيشن 3.»  كانت شركة Nyko، وهي شركة إكسسوارات، على استعداد لصنع محول وحدة تحكم بلايستشن 2 خاص لجهاز بلاي ستيشن 3، ولكن تم تعليق المنتج بسبب الصعوبات التقنية.
قامت شركة Tac وهي شركة إكسسوارات أخرى بصنع مهايئ وحدة تحكم بلايستشن 2 لوحدة تحكم ألعاب بلاي ستيشن 3 حتى يتمكن اللاعبون من استخدام وحدات التحكم في الغيتار Guitar Hero التي تم تصنيعها من أجل بلايستشن 2 مع بلاي ستيشن 3. ومع ذلك فإن تحديث نظام بلاي ستيشن 3 V1.80 في مايو 2007 جعل وحدة التحكم في الجيتار متوافقة مع وحدة تحكم بلايستشن 2 العامة لمحولات USB عند لعب Guitar Hero وGuitar Hero II. بالإضافة إلى ذلك، أصدرت Pelican Accessories محول تحكم خاصًا يدعم كلا اللعبتين، بما في ذلك القدرة على تبديل استخدام الجيتار.

### التقاضي بشأن براءات الاختراع
ظهرت تشابهات مع لعبة الغيتار في لشركة غيبسون مع اللعبة الأولى من غيتار هيرو Guitar Hero Aerosmith وقالت أكتيفجن في 7 يناير 2008 أنها تعتقد أن الألعاب تنتهك U.S. Patent 5٬990٬405. وأدعى جيبسون أن هذا يشمل التكنولوجيا التي تحاكي أداء الحفلة عبر صوت مسجل مسبقًا وآلة موسيقية. ورداً على ذلك رفعت أكتيفجن دعوى قضائية للحصول على إقرار بعدم انتهاك براءة اختراع جيبسون؛ وأكدت أكتيفجن أيضًا أن جيبسون قد أعطى ترخيصًا ضمنيًا من خلال الانتظار لتأكيد براءة الاختراع وأن براءة الاختراع غير صالحة. في 17 مارس 2008 رفع جيبسون دعوى قضائية ضد ستة تجار تجزئة (غيم ستوب وAmazon.com ووول مارت وشركة تارجت وتويز آر أص وKmart) لبيعهم منتجات غيتار هيرو.
في 21 مارس 2008 رفع جيبسون أيضًا دعوى قضائية ضد EA وMTV وهارمونيكس بشأن لعبتهم Rock Band أيضًا بسبب انتهاك براءة اختراعها، والتي صرح متحدث باسم هارمونيكس أن ادعاءات جيبسون «لا أساس لها تمامًا». وذكرت محامية أكتيفجن Mary Tuck في ملفاتها القانونية أنها تعتقد أن جيبسون بدأ الدعوى نظرًا لحقيقة أن «أكتيفجن لم تكن مهتمة بتجديد اتفاقية دعم الترخيص والتسويق» باستخدام Gibson Guitars. في شباط / فبراير 2009 قضت محكمة مقاطعة الولايات المتحدة للمنطقة الوسطى في كاليفورنيا ضد جيبسون في قضيتها ضد أكتيفجن مشيرة إلى أن أدوات التحكم ليست آلات موسيقية ولكنها «ألعاب تمثل عناصر أخرى» وأن براءة اختراع جيبسون لا تغطي سوى الأدوات التي ترسل من الإشارات التناظرية.  وسوى أكتيفيجن وجبسون الدعوى بعد هذا الحكم.
تمتلك أكتيفجن من خلال John Devecka  جميع براءات الاختراع الأمريكية والدولية لشركة Devecka Enterprises    التي تتعامل مع الألعاب الموسيقية. ويُفترض أن جميع براءات الاختراع الصادرة عن مكتب الولايات المتحدة لبراءات الاختراع والعلامات التجارية صالحة.  
في فبراير 2010 تم رفع دعوى قضائية ضد أكتيفجن من قبل مجموعة Patent Compliance Group (PCG) لإصدارها منتجات غيتار هيرو مع مطالبات براءة اختراع كاذبة، مع تأكيد PCG أن ألعاب مثل غيتار هيرو 5 وBand Hero تم تمييزها بما يصل إلى 10 براءات اختراع غير مستخدمة داخل الألعاب جنبًا إلى جنب مع العديد من المطالبات الأخرى المعلقة ببراءات الاختراع غير الصحيحة. وزعمت PCG أن «أعمال التسويق الكاذب تثبط الابتكار وتخنق المنافسة في السوق». وكانت الدعوى القضائية الخاصة بـ PCG's تسعى للحصول على ما يصل إلى 500 دولار لكل وحدة مباعة إذا ثبت أن أكتيفجن مسؤولة. ومع ذلك بحلول يونيو 2010 كانت PCG قد سحبت القضية دون تحيز.

### التشبع
| 2005 | غيتار هيرو                        |
| 2006 | غيتار هيرو II ‏                    |
| 2007 | غيتار هيرو 3: اساطير الروك        |
| 2007 | Guitar Hero Encore: Rocks the 80s |
| 2008 | Guitar Hero World Tour            |
| 2008 | Guitar Hero: Aerosmith            |
| 2008 | Guitar Hero: On Tour              |
| 2008 | Guitar Hero On Tour: Decades      |
| 2009 | Guitar Hero: Metallica            |
| 2009 | Guitar Hero Smash Hits            |
| 2009 | غيتار هيرو 5 ‏                     |
| 2009 | دي جي هيرو ‏                       |
| 2009 | باند هيرو ‏                        |
| 2009 | Guitar Hero: Van Halen            |
| 2010 | Guitar Hero On Tour: Modern Hits  |
| 2010 | Guitar Hero: Warriors of Rock     |
| 2010 | دي جي هيرو 2 ‏                     |

يعتقد العديد من النقاد أن عدد إصدارات ألعاب غيتار هيرو كان «يحلب» اسم العلامة التجارية ويشبع السوق،  حيث صرح ماسايا ماتسورا ، مبتكر بارابا ذا رابر أن سوق ألعاب الفيديو كان متقادمًا ويحتاج إلى تجاوز الألعاب التي تتحدى اللاعب ببساطة لتقليد تشغيل الموسيقى المرخصة. صرح Ryan Geddes من آي جي إن أنه «اصطدم بالحائط من خلال الألعاب الموسيقية المتزامنة» وتحدى صانعي الألعاب لاستكشاف طرق أخرى للجمع بين الموسيقى وألعاب الفيديو. وذكر المحللون أن مثل هذه الألعاب يجب أن تستمر في الابتكار بدلاً من مجرد تقديم المزيد من الأغاني من أجل منع «إرهاق النوع». اعتقد الرئيس التنفيذي السابق لشركة ريدأوكتين، كيلي سومنر أن أكتيفجن «أساءت استخدام» السلسلة حيث «حاولت إخراج الكثير من الامتياز بسرعة كبيرة جدًا».
أشار مايك جريفيث الرئيس التنفيذي لشركة أكتيفجن Publishing رداً على أسئلة حول نهج أكتيفجن في سوق غيتار هيرو، إلى أن غيتار هيرو يواصل تفوق سلسلة Rock Band في كل من عدد المبيعات والإيرادات، مع استمرار المستهلكين في شراء الألعاب المنفصلة في السوق واعتبرت قبول السوق للألعاب المتعددة بمثابة التحقق من صحة نموذجها. وبغض النظر بعد إصدار 25 وحدة تخزين مختلفة (بين الألعاب وحزم الحزمة) في عام 2009 اختارت أكتيفجن تقليل هذا الرقم إلى 10 في عام 2010 مع الاعتراف بأن نوع اللعبة الموسيقية لم يكن مربحًا كما كان من قبل.
اختارت أكتيفجن لاحقًا تعليق التطوير المستقبلي للمسلسل في أوائل عام 2011 مستشهدة بالمبيعات الضعيفة في نوع لعبة الإيقاع، وهي خطوة نسبها العديد من الصحفيين إلى التشبع السابق لـ أكتيفجن.
يعتبر العدد الكبير من عناوين غيتار هيرو وRock Band في السوق مسؤولاً جزئياً عن الانخفاض الحاد في مبيعات الألعاب الموسيقية في النصف الأخير من عام 2009، إلى جانب تأثيرات الركود الاقتصادي في أواخر العقد الأول من القرن الحادي والعشرين. حيث بلغ سوق ألعاب الإيقاع 1.4 مليار دولار في عام 2008، لكنه انخفض بنسبة 50 ٪ إلى 700 مليون دولار في عام 2009 على الرغم من توفر المزيد من العناوين في ذلك العام. أشار برايان برايت، مدير مشروع نيفرسوفت السابق إلى أنه في وقت ما في عام 2009، كانوا مسؤولين عن إطلاق ثلاث ألعاب في ذلك العام (غيتار هيرو 5 وMetallica وباند هيرو (بالإنجليزية: Band Hero)‏) ودعم الاستوديوهات الأخرى لتطوير لعبتين إضافيتين، مما تسبب في الكساد، وأن الاستوديو يفتقد إلى التركيز في جهود التطوير والتسويق. وفقًا لبرايت بلغت مبيعات ألعاب غيتار هيرو التي تم إصدارها في عام 2009، إجمالي عدد مبيعات بطولة World Tour لعام 2008، مما يدل على تخفيف التسويق. على الرغم من أن أكتيفجن خططت في الأصل لمضاعفة عروض سلسلة غيتار هيرو ثلاث مرات في عام 2010،  أعادت الشركة تعديل خططها، وقللت من عدد العروض وركزت أكثر على بيع المحتوى الرقمي القابل للتنزيل للسلسلة. تم إصدار عنوانين فقط في عام 2010 وهما غيتار هيرو: Warriors of Rock ودي جي هيرو (بالإنجليزية: DJ Hero)‏ 2، 
يعتقد المحللون أن السوق سيتطور لدعم عدد أقل من العناوين كل عام، بمتوسط قيمة «صحية» تتراوح بين 500 و600 مليون دولار سنويًا. ويعتقد Kotick أن جزءًا من سقوط غيتار هيرو كان بسبب تقديم أكتيفجن لـ دي جي هيرو (بالإنجليزية: DJ Hero)‏ والتي أعطت الكثير من التركيز وتركت ألعاب غيتار هيرو الأساسية دون «التغذية والرعاية» اللازمة لمواصلة الابتكار في هذه السلسلة.

## قائمة الألعاب
| السنة                             | العنوان                          | المطور                                                                                   | المنصة       | المنصة       | المنصة       | المنصة       | المنصة      | المنصة | المنصة | المنصة            | المنصة  | المنصة        | المنصة     | المنصة | المنصة |
| السنة                             | العنوان                          | المطور                                                                                   | بلاي ستيشن 2 | بلاي ستيشن 3 | بلاي ستيشن 4 | إكس بوكس 360 | إكس بوكس ون | وي     | وي يو  | مايكروسوفت ويندوز | ماكنتوش | نينتندو دي أس | هاتف محمول | أخرى   |        |
| --------------------------------- | -------------------------------- | ---------------------------------------------------------------------------------------- | ------------ | ------------ | ------------ | ------------ | ----------- | ------ | ------ | ----------------- | ------- | ------------- | ---------- | ------ | ------ |
| ألعاب رئيسية                      |                                  |                                                                                          |              |              |              |              |             |        |        |                   |         |               |            |        |        |
| 2005                              | غيتار هيرو (لعبة فيديو)          | هارمونيكس ميوزيك سيستمز                                                                  | نعم          | لا           | لا           | لا           | لا          | لا     | لا     | لا                | لا      | لا            | لا         | لا     |        |
| 2006                              | غيتار هيرو II ‏                   | هارمونيكس ميوزيك سيستمز                                                                  | نعم          | لا           | لا           | نعم          | لا          | لا     | لا     | لا                | لا      | لا            | لا         | لا     |        |
| 2007                              | غيتار هيرو III: Legends of Rock  | نيفرسوفت بودكات كريشنز (PS2) فكيريوس فيجينز (Wii) أسباير (شركة لعبة فيديو) (Windows/Mac) | نعم          | نعم          | لا           | نعم          | لا          | نعم    | لا     | نعم               | نعم     | لا            | لا         | لا     |        |
| 2008                              | غيتار هيرو World Tour ‏           | نيفرسوفت بودكات كريشنز (PS2) فكيريوس فيجينز (Wii) أسباير (شركة لعبة فيديو) (Windows/Mac) | نعم          | نعم          | لا           | نعم          | لا          | نعم    | لا     | نعم               | نعم     | لا            | لا         | لا     |        |
| 2009                              | غيتار هيرو 5 ‏                    | نيفرسوفت بودكات كريشنز (PS2) فكيريوس فيجينز (Wii)                                        | نعم          | نعم          | لا           | نعم          | لا          | نعم    | لا     | لا                | لا      | لا            | لا         | لا     |        |
| 2010                              | غيتار هيرو: Warriors of Rock ‏    | نيفرسوفت فكيريوس فيجينز (Wii)                                                            | لا           | نعم          | لا           | نعم          | لا          | نعم    | لا     | لا                | لا      | لا            | لا         | لا     |        |
| 2015                              | غيتار هيرو Live                  | يوبي سوفت ليمينغتون                                                                      | لا           | نعم          | نعم          | نعم          | نعم         | لا     | نعم    | لا                | لا      | لا            | نعم        | لا     |        |
| Band-centric games                |                                  |                                                                                          |              |              |              |              |             |        |        |                   |         |               |            |        |        |
| 2008                              | غيتار هيرو: Aerosmith            | نيفرسوفت بودكات كريشنز (PS2) فكيريوس فيجينز (Wii)                                        | نعم          | نعم          | لا           | نعم          | لا          | نعم    | لا     | نعم               | نعم     | لا            | لا         | لا     |        |
| 2009                              | غيتار هيرو: Metallica            | نيفرسوفت بودكات كريشنز (PS2/Wii)                                                         | نعم          | نعم          | لا           | نعم          | لا          | نعم    | لا     | لا                | لا      | لا            | لا         | لا     |        |
| 2009                              | غيتار هيرو: Van Halen            | تطوير تحت الأرض [الإنجليزية]بودكات كريشنز (PS2/Wii)                                      | نعم          | نعم          | لا           | نعم          | لا          | نعم    | لا     | لا                | لا      | لا            | لا         | لا     |        |
| Expansion games                   |                                  |                                                                                          |              |              |              |              |             |        |        |                   |         |               |            |        |        |
| 2007                              | غيتار هيرو Encore: Rocks the 80s | هارمونيكس                                                                                | نعم          | لا           | لا           | لا           | لا          | لا     | لا     | لا                | لا      | لا            | لا         | لا     |        |
| 2009                              | غيتار هيرو Smash Hits            | بينوكس                                                                                   | نعم          | نعم          | لا           | نعم          | لا          | نعم    | لا     | لا                | لا      | لا            | لا         | لا     |        |
| 2009                              | باند هيرو ‏                       | نيفرسوفت بودكات كريشنز (PS2) فكيريوس فيجينز (Wii/DS)                                     | نعم          | نعم          | لا           | نعم          | لا          | نعم    | لا     | لا                | لا      | نعم           | لا         | لا     |        |
| دي جي هيرو (بالإنجليزية: DJ Hero)‏ |                                  |                                                                                          |              |              |              |              |             |        |        |                   |         |               |            |        |        |
| 2009                              | دي جي هيرو ‏                      | فري ستايل غيمز                                                                           | نعم          | نعم          | لا           | نعم          | لا          | نعم    | لا     | لا                | لا      | لا            | لا         | لا     |        |
| 2010                              | دي جي هيرو 2 ‏                    | فري ستايل غيمز                                                                           | لا           | نعم          | لا           | نعم          | لا          | نعم    | لا     | لا                | لا      | لا            | لا         | لا     |        |
| Portable games                    |                                  |                                                                                          |              |              |              |              |             |        |        |                   |         |               |            |        |        |
| 2008                              | غيتار هيرو: On Tour              | فكيريوس فيجينز                                                                           | لا           | لا           | لا           | لا           | لا          | لا     | لا     | لا                | لا      | نعم           | لا         | لا     |        |
| 2008                              | غيتار هيرو On Tour: Decades      | فكيريوس فيجينز                                                                           | لا           | لا           | لا           | لا           | لا          | لا     | لا     | لا                | لا      | نعم           | لا         | لا     |        |
| 2009                              | غيتار هيرو On Tour: Modern Hits  | فكيريوس فيجينز                                                                           | لا           | لا           | لا           | لا           | لا          | لا     | لا     | لا                | لا      | نعم           | لا         | لا     |        |
| Mobile series                     |                                  |                                                                                          |              |              |              |              |             |        |        |                   |         |               |            |        |        |
| 2007                              | غيتار هيرو III Mobile            | Machineworks Northwest                                                                   | لا           | لا           | لا           | لا           | لا          | لا     | لا     | لا                | لا      | لا            | نعم        | لا     |        |
| 2008                              | غيتار هيرو III: Backstage Pass   | Machineworks Northwest                                                                   | لا           | لا           | لا           | لا           | لا          | لا     | لا     | لا                | لا      | لا            | نعم        | لا     |        |
| 2008                              | غيتار هيرو World Tour Mobile     | Machineworks Northwest                                                                   | لا           | لا           | لا           | لا           | لا          | لا     | لا     | لا                | لا      | لا            | نعم        | لا     |        |
| 2009                              | غيتار هيرو 5 Mobile              | Glu Mobile                                                                               | لا           | لا           | لا           | لا           | لا          | لا     | لا     | لا                | لا      | لا            | نعم        | لا     |        |
| أخرى                              |                                  |                                                                                          |              |              |              |              |             |        |        |                   |         |               |            |        |        |
| 2008                              | غيتار هيرو Carabiner             | Basic Fun, Inc.                                                                          | لا           | لا           | لا           | لا           | لا          | لا     | لا     | لا                | لا      | لا            | لا         | نعم    |        |
| 2009                              | غيتار هيرو Arcade                | Raw Thrills                                                                              | لا           | لا           | لا           | لا           | لا          | لا     | لا     | لا                | لا      | لا            | لا         | نعم    |        |
| 2010                              | غيتار هيرو (iOS)                 | فكيريوس فيجينز                                                                           | لا           | لا           | لا           | لا           | لا          | لا     | لا     | لا                | لا      | لا            | نعم        | نعم    |        |

1. 1 2 3 4  Not compatible with نينتندو دي أس آي series or نينتندو 3دي أس, as the Guitar Grip peripheral plugs into SLOT-2 on the Nintendo DS and نينتندو دي أس لايت, which the DSi and 3DS do not have.

## روابط خارجية
- الموقع الرسمي
- Guitar Hero series على مشروع الدليل المفتوح